# Pavesi P4
Le Pavesi P4 était à l'origine un tracteur agricole créé en 1918 par l'ingénieur Ugo Pavesi qui créa à cette occasion la société Motomeccanica Brevetti Ing. Pavesi.

## Histoire
Pendant la première guerre mondiale, l'ingénieur Ugo Pavesi avait observé les difficultés rencontrées par les agriculteurs pour labourer les champs par temps humide. Ni les bœufs ni les rares tracteurs agricoles ne pouvaient travailler dans un terrain boueux. C'est pourquoi il mit au point un engin qui pourrait travailler quelles que soient les conditions du terrain. Il inventa le premier tracteur agricole à 4 roues motrices et directrices qui se caractérisa par ses 4 énormes roues identiques de très grand diamètre et par son châssis articulé. Le tracteur fut présenté le 6 décembre 1918 à Milan, puis à Paris l'année suivante.

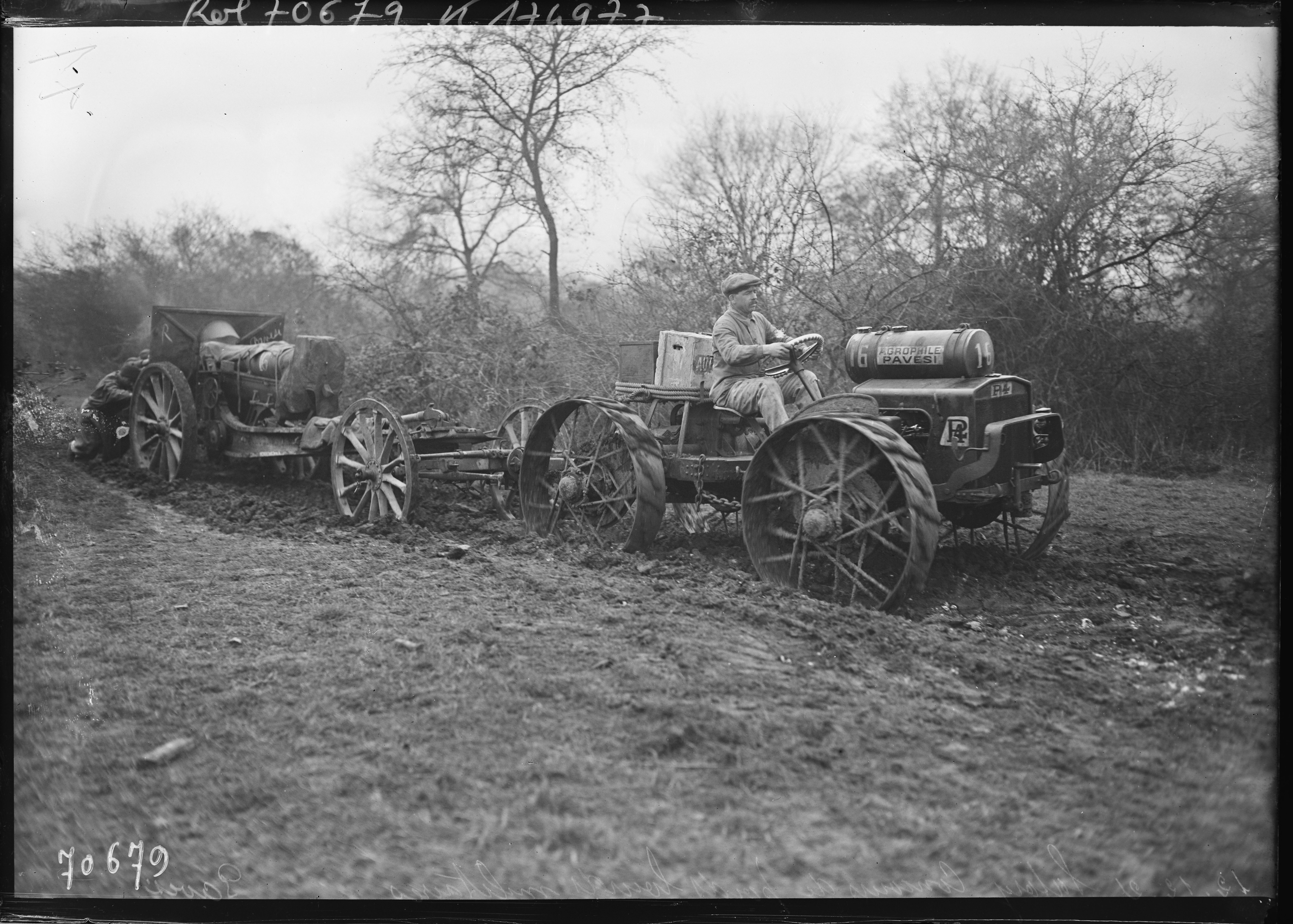
Un P4 testé par l'Armée française pour la traction du canon de 155 mm court modèle 1917 Schneider en décembre 1921 à Satory.

Très vite remarqué dans les foires agricoles, le tracteur ne tarda pas à acquérir une forte renommée même à l'étranger. Seule difficulté son prix. Fabriqué de manière peu industrielle et avec sa haute technicité, il était vendu 60 % plus cher que le simple Landini ou Fiat[réf. nécessaire]. Plusieurs licences seront cédées à des constructeurs européens dont en France à la "Société Auxiliaire Agricole" sous le nom d'Agrophile-Pavesi. Il suscitera l'intérêt de l'Armée française qui en acquit un exemplaire pour évaluation.
Il connaîtra 3 séries :

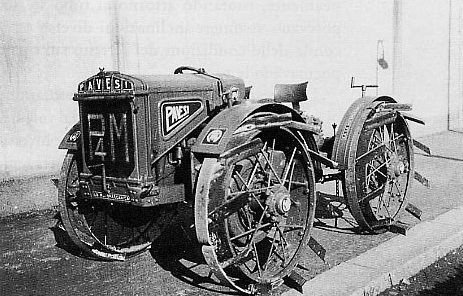
Un Pavesi P4M.

- La version P4 de base, lancée en 1918 avec un moteur 2 cylindres opposés de 4 520 cm3 développant 15/20 ch à 900 tr/min, pouvant fonctionner indifféremment à l'essence et au pétrole, qui restera en fabrication jusqu'en 1930,
- la version P4M, disposant d'un moteur 4 cylindres de 4 700 cm3 développant 40 ch à 1.300 tr/min, qui restera en fabrication jusqu'en 1942,
- la version P4S, lancée en 1927, avec le moteur du P4 mais dont la puissance a été portée à 25 ch.

Le tracteur P4 fut produit jusqu'en 1942 pour un usage agricole, il avait révolutionné le monde agricole mais sans connaître un très large succès commercial.

## Le tracteur d'artillerie P4-100

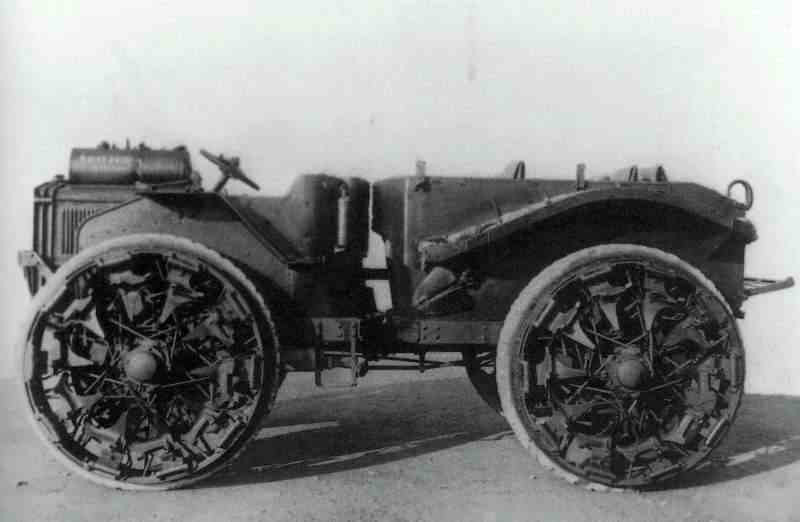
Un P4 Modello 26.

L'ingénieur Pavesi s'était très tôt intéressé au marché militaire et avait toujours répondu aux appels d'offres de l'armée italienne, sans succès. Son modèle Pavesi 35 PS n'avait pas été retenu en 1920. Il décida alors, en 1923, de proposer une version vraiment adaptée pour le concours du ministère de la Guerre, lancé le 3 avril 1923, qui cherchait un "tracteur d'artillerie lourd à adhérence totale".
Le modèle présenté par Ugo Pavesi fut retenu par la commission UTSA du 26 juin 1924 mais reçu quelques modifications par l'armée qui l'allongea en le baptisant Mod. 25 et commanda une présérie de 25 exemplaires. Après les essais et tests, lui apporta d'autres modifications à la boîte de vitesses notamment ce qui lui permit d'être rebaptisé Mod. 26.

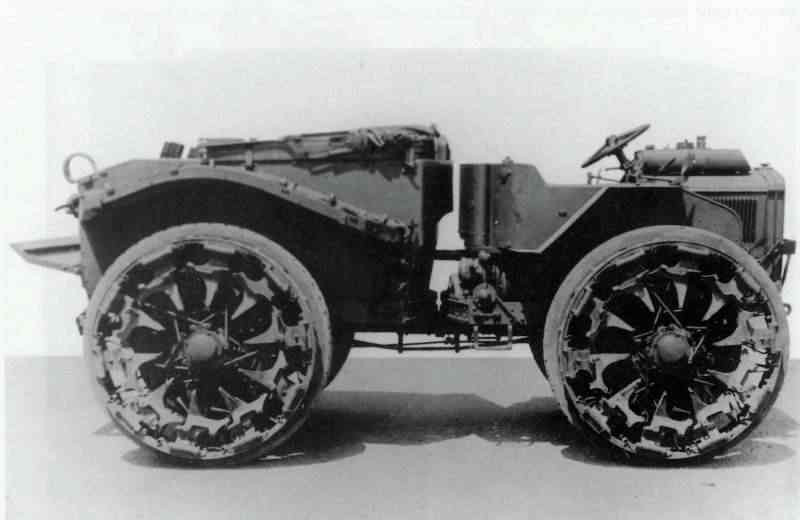
Un P4 Modello 30.

L'armée, voulut passer commande de 1 000 exemplaires mais l'usine Pavesi étant incapable d'assurer la fabrication d'une telle quantité et les sociétés Fiat et sa filiale SPA ayant participé aux fournitures des composants modifiés, la licence de fabrication des versions militaires fut achetée par Fiat.
En 1930, le P4 reçut à nouveau quelques adaptations qui lui firent prendre le nom Mod. 30 et en 1934, il devient le modèle amélioré Mod. 30A.

## Les principaux utilisateurs et fabrications à l'étranger sous licence

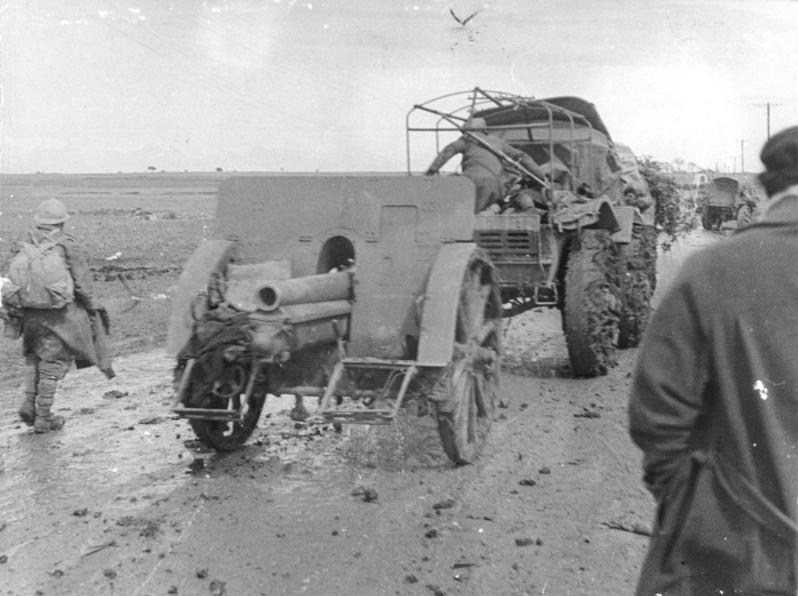
Un tracteur Pavesi tractant un canon Obice da 100/17 modello 14 du Corpo Truppe Volontarie lors de la guerre civile espagnole.

- Italie - Regio Esercito : 2 550 exemplaires
- Bulgarie
- Allemagne Nazie - Wehrmacht
- Espagne
- Finlande
- France - un exemplaire
- Royaume-Uni
- Royaume de Grèce
- Hongrie
- Suède

- Grande-Bretagne : le constructeur Armstrong Siddeley a acquis une licence en 1929 pour les modèles militaires mais aussi une version civile pour convoi exceptionnel. De nombreux exemplaires ont équipé[1] la British Army,
- La Grèce a acquis et produit  à partir de 1935 le "Mod. 30A" à plusieurs centaines d'exemplaires pour son armée[2],

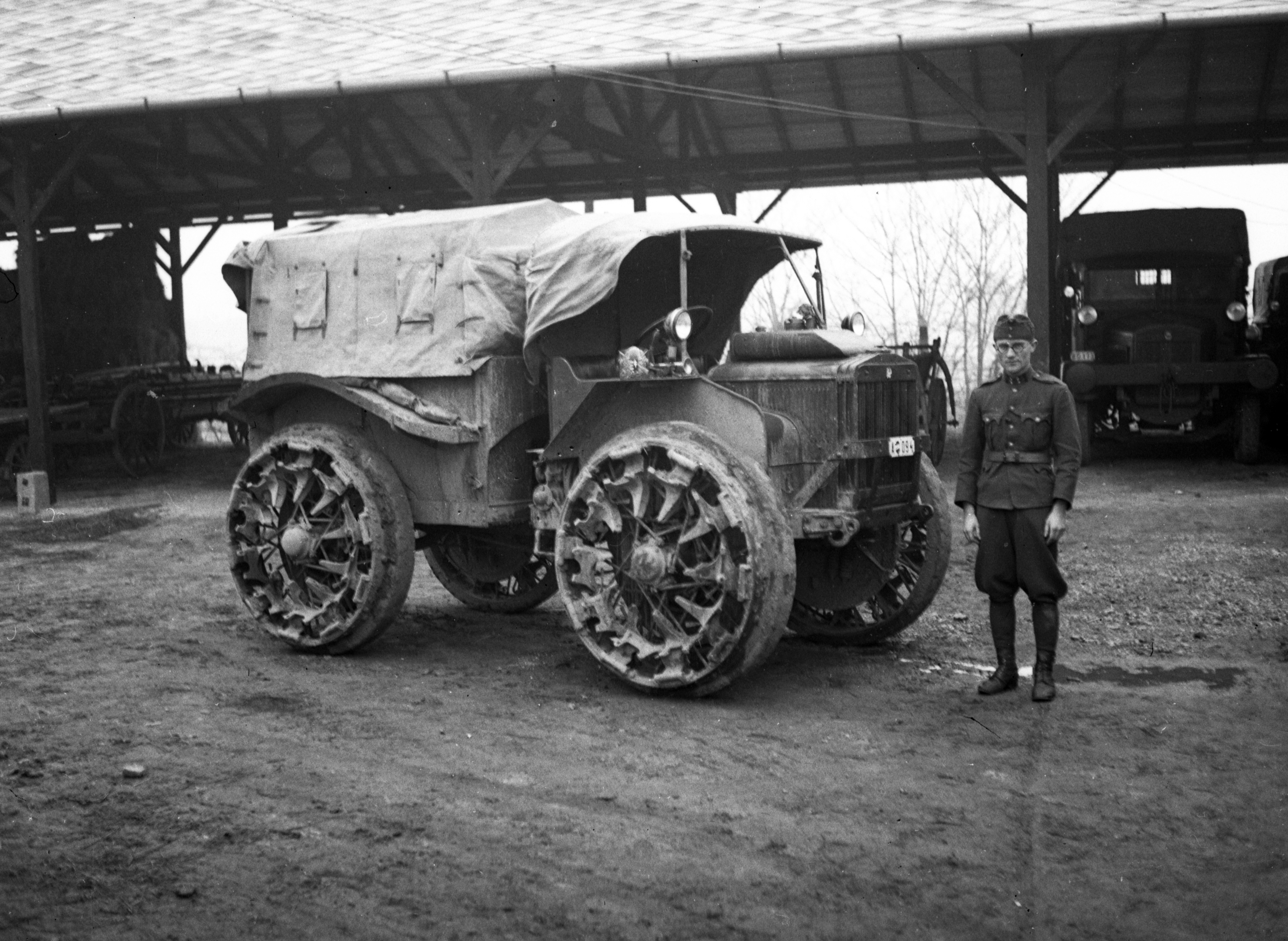
Un Pavesi mod. 30A en service dans l'Armée hongroise.

- Hongrie : la société "Weiss Manfred" a fabriqué sous licence le Mod.30A[3]
- Suède l'engin était appelé Artilleritraktor m/28 typ Pavesi,
- la Finlande a acquis 4 exemplaires du  Mod. 26 au début des années 1920, 23 exemplaires du Mod. 26 et 1 ex. Mod. 30A[4]
- Le P4-10 fut le premier engin acheté par la Bulgarie après le désarmement imposé par le Traité de Neuilly. Cela concernait le Mod. 26, en 1935 plus de 100 exemplaires du Mod. 30 et en 1938, 50 ex. du Mod. 30A.
- Espagne - L'armée fit l'acquisition de 30 exemplaires en 1923 et de 30 autres en 1924/5. Le P4-100 fut aussi utilisé par les troupes italiennes et 375 exemplaires cédés à l'armée de Francisco Franco.

Après la capitulation de l'Italie, en 1943, les 1.599 P4-100 encore en état ont été « récupérés » par les troupes allemandes de la Wehrmacht et renommés Radschlepper Pavesi Typ P 40-100.

## Les véhicules dérivés
Le châssis du P4/100 a inspiré Ansaldo pour certains prototypes d'engins militaires comme son véhicule "Autoblindo" ou le "Pavesi 35 PS". Fiat et SPA ont développé à partir du P4-100 le tracteur d'artillerie léger Pavesi TL 31.